# Okrúhla (958 m)
Okrúhla (958 m) – szczyt w Górach Lubowelskich, w grzbiecie biegnącym od Przełęczy Gromadzkiej (938 m) na Eliaszówkę (1023 m). Znajduje się nieco na południe od granicy polsko-słowackiej, która w tym miejscu nie biegnie ściśle grzbietem, lecz trawersuje wierzchołek Okruhli po północnej stronie.
Krótki południowy grzbiet Okrúhli opada w widły dwóch źródłowych cieków potoku Wielki Lipnik w słowackiej miejscowości Litmanowa. Stoki północne opadają do Suchej Doliny w polskiej miejscowości Piwniczna-Zdrój w województwie małopolskim, w powiecie nowosądeckim. Znajduje się na nich duży ośrodek narciarski z 9 wyciągami. Stoki po polskiej stronie są bezleśne, sam wierzchołek Okrúhli i jej południowe, słowackie stoki obecnie porasta las. Na mapie zaznaczone są jednak na nich bezleśne obszary (łąki i pastwiska), które niegdyś zajmowały niemal całe stoki Okrúhli.
Północnymi stokami Okrúhli, wzdłuż granicy polsko-słowackiej biegnie szlak turystyczny ze skrzyżowania szlaków na Obidzy na Eliaszówkę. Nieco po północno-wschodniej stronie szczytu na tzw. Górnych Stacjach (930 m) krzyżuje się on z niedawno utworzonym nowym szlakiem z Suchej Doliny.

## Szlaki turystyczne
pieszy: Obidza – Przełęcz Gromadzka – Okrúhla – Górne Stacje – Eliaszówka – Piwniczna-Zdrój:
 czerwony: Sucha Dolina – Górne Stacje:
 rowerowy: Piwniczna-Zdrój – Sucha Dolina – Obidza – Okrúhla – Górne Stacje – Eliaszówka – Piwniczna-Zdrój